# Дивізіон Гваліор
Дивізіон Гваліор є адміністративним підрозділом штату Мадх'я Прадеш. Він включає такі округи: Ашокнагар, Датіа, Гуна, Гваліор і Шівпурі. Історичне місто Гваліор є адміністративним центром дивізіону.
Дивізіон Гваліор та Дивізіон Чамбал відповідають регіону Гірд штату Мадх'я Прадеш. Дивізіони включають північну, прилеглу частину колишнього князівства, пізніше штату Гваліор разом із колишнім князівством Датіа; неприлегла південна частина колишнього штату Гваліор нині є частиною дивізіону Бхопал, дивізіону Індор та дивізіону Удджайн.

## Округи
| Округ     | Адмінцентр | Площа км² | Населення (Перепис: 2001) | Густота чол/км² |
| --------- | ---------- | --------- | ------------------------- | --------------- |
| Ашокнагар | Ашокнагар  | 4.674     | 688.920                   | 147             |
| Датіа     | Датіа      | 2.694     | 627.818                   | 233             |
| Гуна      | Гуна       | 6.485     | 976.596                   | 151             |
| Гваліор   | Гваліор    | 5.465     | 1.629.881                 | 298             |
| Шівпурі   | Шівпурі    | 10.290    | 1.440.666                 | 140             |
| Загалом   | .          | 29.608    | 5.363.881                 | 181             |

26°14′00″ пн. ш. 78°10′00″ сх. д. / 26.2333° пн. ш. 78.1667° сх. д.
| Індія | Це незавершена стаття з географії Індії. Ви можете допомогти проєкту, виправивши або дописавши її. |